# 長広公主
長広公主（ちょうこうこうしゅ、生没年不詳）は、中国の唐の高祖李淵の五女。

## 生涯
はじめ桂陽公主に封ぜられ、趙慈景に降嫁した。趙慈景は隴西の人で、唐の開化郡公に封じられ、華州刺史となったが、堯君素を討って戦死した。その後公主は楊師道（楊雄の子）に再嫁した。聡明で詩作を得意とし、豪奢な生活を送って、長寿を全うした。

## 伝記資料
- 『新唐書』巻83 列伝第8「諸帝公主伝」